# شهیدالله شهید
شیخ مقبول معروف به شهیدالله شهید یک جنگجوی اسلامگرای پاکستانی بود. او از اعضای ارشد گروه تحریک طالبان پاکستان و داعش خراسان بود. او در دو کشور افغانستان و پاکستان به فعالیت نظامی مشغول بود.

## زندگی‌نامه

### تحریک طالبان پاکستان
شهیدالله از زمان تشکیل این گروه در سال ۲۰۰۶ به عنوان سخنگوی ارشد طالبان پاکستان فعالیت می‌کرد.

### داعش خراسان
شهیدالله در ۲۱ اکتبر ۲۰۱۴ و یک هفته پس از بیعت با ابوبکر البغدادی رهبر داعش از گروه تحریک طالبان پاکستان اخراج شد.

## مرگ
در ۹ ژوئیه ۲۰۱۵، وی در حمله هوایی آمریکا در ولسوالی هسکه مینه، ولایت ننگرهار، افغانستان کشته شد. یکی دیگر از فرماندهان داعش به نام گل زمان که اهل منطقه اورکزی از مناطق قبیله‌ای فدرال پاکستان بود نیز در این حمله کشته شد.